# Hypericaceae
Classification APG III (2009)
Famille
Synonymes
- Ascyraceae Plenck, 1796[1]

Les Hypericaceae (les Hypéricacées) sont une famille de plantes à fleurs dicotylédones de l'ordre des Malpighiales. Elles étaient auparavant incluses dans les Clusiacées mais la classification phylogénétique APG II (2003), la classification phylogénétique APG III (2009) et la classification phylogénétique APG IV (2016) acceptent cette famille qui comprend environ 560 espèces réparties en 6 à 9 genres.
Ce sont des arbustes ou des plantes herbacées, à feuilles opposées simples et sans stipules, à marge entière, qui se retrouvent sur tous les continents.

## Étymologie
Le nom vient du genre type Hypericum qui, selon Fournier, est le nom grec de la plante composé de hypo, presque, et éreïke, Bruyère. Selon Christenhusz et ses collaborateurs, Hypericum, dérivé du grec υπέρ / hyper, au-dessus, et εικών / ikon, image ou icône, fait référence au fait que l'on accrochait cette plante au-dessus d'une image dans le but d'en éloigner les mauvais esprits.

## Caractères botaniques

### Appareil végétatif
Au niveau de l'appareil végétatif, cette famille est représentée par des plantes herbacées annuelles ou vivaces, ou des plantes ligneuses (sous-arbrisseaux, arbrisseaux). Les feuilles des plantes sont simples et entières, le plus souvent opposées. L'appareil sécréteur s'observe sous forme de poches translucides au niveau des feuilles de certaines espèces, et de massifs sécréteurs constituant des points noirs au niveau des feuilles et du périanthe.

### Appareil reproducteur
Les fleurs sont groupées en inflorescences constituant le plus souvent une cyme corymbiforme. Généralement jaunes, actinomorphes et hermaphrodites, elles sont dotées d'un périanthe constitué d'un calice à 5 sépales imbriqués généralement persistants, et d'une corolle constituée de 5 pétales souvent ponctuées de noir. L'androcée montre en général de nombreuses étamines (androcée méristémone) à long filet, réunies à la base en 3 (Hypericum) à 5 (Vismia) faisceaux. Le gynécée et constitué par 3 (Hypericum) ou 5 (Vismia) carpelles soudés en un ovaire supère. Le fruit est le plus souvent une capsule septicide, parfois une drupe ou une baie.

## Classification
La flore de Fournier de 1947 reconnaissait cette famille.
La classification classique de Cronquist (1981) inclut ces plantes dans les Clusiacées, dans l'ordre des Theales.
La classification phylogénétique APG III (2009) et la classification phylogénétique APG IV (2016) situent cette famille dans l'ordre des Malpighiales.

## Liste des genres
Selon Angiosperm Phylogeny Website (8 mai 2021) :
- Cratoxylum Blume
- Eliea Cambess.
- Harungana Lamarck (espèces: Harungana madagascariensis,...)
- Hypericum L.
- Lianthus N. Robson
- Psorospermum Spach
- Santomasia N. Robson
- Thornea Breedlove & E.M. McClint.
- Triadenum Raf.
- Vismia Vand.

Selon NCBI (11 décembre 2016) :
- tribu des Cratoxyleae
  - Cratoxylum
  - Eliea
- tribu des Hypericeae
  - Hypericum
  - Triadenum
- tribu des Vismieae
  - Harungana
  - Psorospermum
  - Vismia

Selon ITIS (8 mai 2021) :
- Hypericum L.
- Triadenum Raf.
- Vismia Vand.